# Туза
Ту̀за (на италиански и на сицилиански: Tusa) е малко градче и община в Южна Италия, провинция Месина, автономен регион и остров Сицилия. Разположено е на 614 m надморска височина. Населението на общината е 3045 души (към 2011 г.).